# Пјеве Вергонте
Пјеве Вергонте (итал. Pieve Vergonte) је насеље у Италији у округу Вербано-Кузио-Осола, региону Пијемонт.
Према процени из 2011. у насељу је живело 1888 становника. Насеље се налази на надморској висини од 235 м.

## Становништво
Према резултатима пописа становништва 2011. у општини је живело 2.644 становника.
| 1931. | 1936. | 1951. | 1961. | 1971. | 1981. | 1991. | 2001. | 2011. |
| ----- | ----- | ----- | ----- | ----- | ----- | ----- | ----- | ----- |
| 1.961 | 2.049 | 2.683 | 1.936 | 2.935 | 2.950 | 2.811 | 2.692 | 2.644 |